# Yūichirō Kamiyama
Yūichirō Kamiyama (japanisch 神山 雄一郎, Kamiyama Yūichirō; * 7. April 1968 in Oyama) ist ein ehemaliger japanischer Radrennfahrer.

## Sportliche Laufbahn
Kamiyama war im Bahnradsport aktiv und Spezialist für den Sprint und Keirinrennen.
Bei den Bahnradsport-Weltmeisterschaften 1989 gewann er beim Sieg von Claudio Golinelli die Silbermedaille im Sprint der Berufsfahrer. 1998 siegte er bei den Asienspielen im Sprint und 2002 im Teamsprint. Im Punktefahren gewann er 1986 Silber.
Er war Teilnehmer der Olympischen Sommerspiele 1996 in Atlanta im Sprint und 2000 in Sydney im Sprint und im Keirein.